# Kościół poewangelicki w Nowym Mieście Lubawskim
Kościół poewangelicki – jeden z rejestrowanych zabytków miasta Nowe Miasto Lubawskie, w województwie warmińsko-mazurskim. Znajduje się na Rynku. Obecnie nie pełni już funkcji sakralnych. Znajduje się w nim restauracja i kino.

## Historia i architektura

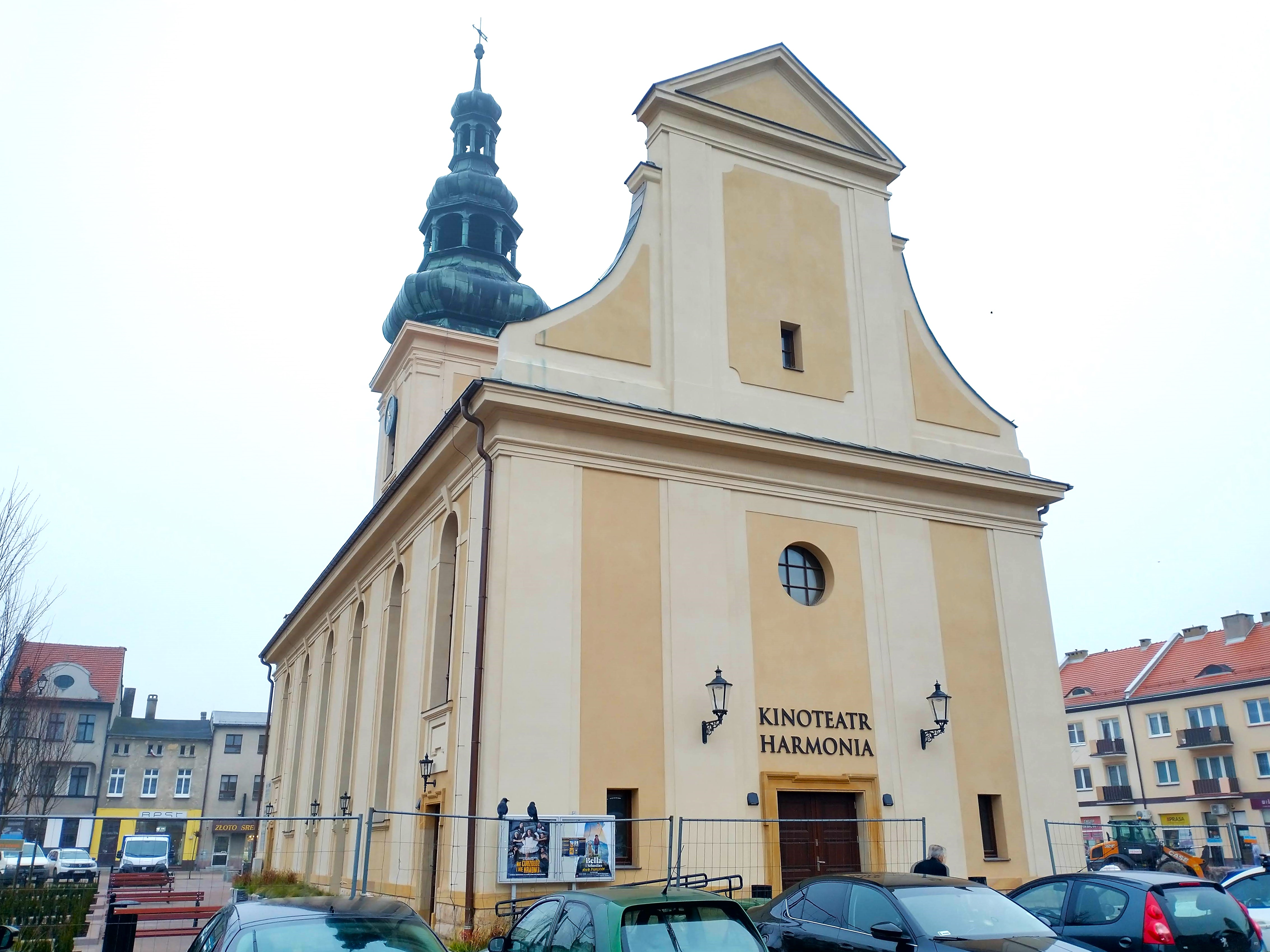
Widok od prezbiterium

Obiekt został wzniesiony w latach 1908-1912 na miejscu poprzedniej dla parafii ewangelickiej. Posiadała bogate wnętrze. W 1945 roku kościół przestał być użytkowany, ponieważ większość protestantów uszła z miasta przed Armią Czerwoną. W dniu 2 lipca 1947 roku, na mocy decyzji Ministerstwa Administracji Publicznej świątynia poewangelicka została wydzierżawiona Polskiemu Narodowemu Kościołowi Katolickiemu. Grupa wiernych tego Kościoła liczyła cztery osoby i ta parafia nigdy się nie rozwinęła ani nie podjęła normalnej działalności. Od 1951 roku kościół o architekturze neoklasycystycznej coraz bardziej popadał w ruinę, a w 1958 roku podjęto decyzję o przebudowie wnętrza i adaptacji go na kino. Podczas tej przebudowy została rozebrana cebulasta neobarokowa sygnaturka znajdująca się na środku szczytu nawy głównej, a także został usunięty żeliwny krzyż, znajdujący się na szczycie głównej wieży. Kościół posiadał niegdyś trzy dzwony, obecnie posiada tylko jeden.